# Bogea
Bogea – wieś w Rumunii, w okręgu Dolj, w gminie Almăj. W 2011 roku liczyła 526 mieszkańców.